# Third Division 2003-2004
La Football League Third Division 2003-2004, conosciuta anche con il nome di Nationwide Third Division per motivi di sponsorizzazione, è stato il 46º campionato inglese di calcio di quarta divisione, nonché il 12º ed ultimo con la denominazione di Third Division. 
La stagione regolare ha avuto inizio il 9 agosto 2003 e si è conclusa l'8 maggio 2004, mentre i play off si sono svolti tra il 15 ed il 31 maggio 2004. Ad aggiudicarsi la vittoria è stato il neopromosso Doncaster Rovers, laureatosi campione della Fourth Division per la terza volta nella sua storia. Il club biancorosso, tornato al successo in un torneo di quarta serie inglese a distanza di trentacinque anni, può così festeggiare dopo ventidue anni di assenza il ritorno in terza divisione. Le altre tre promozioni nella nuova terza divisione, che a partire dalla stagione successiva assumerà la denominazione di Football League One, sono state invece conseguite dall'Hull City (2º classificato), dal Torquay United (3º classificato, che risale dopo tredici anni nella categoria superiore) e dall'Huddersfield Town (vincitore dei play off). 
Capocannoniere del torneo è stato Steven MacLean (Scunthorpe United) con 23 reti.

## Stagione

### Novità
Al termine della stagione precedente, insieme ai campioni di lega del Rushden & Diamonds, salirono direttamente in Football League Second Division anche l'Hartlepool United (2º classificato) ed il Wrexham (3º classificato). Mentre il Bournemouth, 4º classificato, raggiunse la promozione attraverso i play-off. L'Exeter City (23º classificato) e lo Shrewsbury Town (24º classificato), non riuscirono invece a mantenere la categoria e retrocessero in Conference League, perdendo rispettivamente dopo ottantadue e cinquantadue anni, il loro status in Football League.
Queste sei squadre furono rimpiazzate dalle quattro retrocesse dalla Football League Second Division: Cheltenham Town, Huddersfield Town (sceso dopo ventiquattro anni nel quarto livello del calcio inglese), Mansfield Town e Northampton Town e dalle due promosse provenienti dalla Conference League: Yeovil Town (al debutto nel calcio professionistico) e Doncaster Rovers (tornato dopo sei anni di assenza in quarta divisione).

### Formula
Le prime tre classificate venivano promosse direttamente in Football League One, insieme alla vincente dei play off a cui partecipavano le squadre giunte dal 4º al 7º posto. Mentre le ultime due classificate retrocedevano in Conference League.

## Squadre partecipanti
| Squadra                | Città              | Stadio               | Stagione precedente                                      |
| ---------------------- | ------------------ | -------------------- | -------------------------------------------------------- |
| Boston United          | Boston             | York Street          | 15º posto in Football League Third Division              |
| Bristol Rovers         | Bristol            | Memorial Stadium     | 20º posto in Football League Third Division              |
| Bury                   | Bury               | Gigg Lane            | 7º posto in Football League Third Division               |
| Carlisle United        | Carlisle           | Brunton Park         | 22º posto in Football League Third Division              |
| Cambridge United       | Cambridge          | Abbey Stadium        | 12º posto in Football League Third Division              |
| Cheltenham Town        | Cheltenham         | Whaddon Road         | 21º posto in Football League Second Division, retrocesso |
| Darlington             | Darlington         | The Darlington Arena | 14º posto in Football League Third Division              |
| Doncaster Rovers       | Doncaster          | Belle Vue            | 3º posto in Conference League, promosso                  |
| Huddersfield Town      | Huddersfield       | Kirklees Stadium     | 22º posto in Football League Second Division, retrocesso |
| Hull City              | Kingston upon Hull | KC Stadium           | 13º posto in Football League Third Division              |
| Kidderminster Harriers | Kidderminster      | Aggborough Stadium   | 11º posto in Football League Third Division              |
| Leyton Orient          | Londra (Leyton)    | Brisbane Road        | 18º posto in Football League Third Division              |
| Lincoln City           | Lincoln            | Sincil Bank          | 6º posto in Football League Third Division               |
| Macclesfield Town      | Macclesfield       | Moss Rose            | 16º posto in Football League Third Division              |
| Mansfield Town         | Mansfield          | Field Mill           | 23º posto in Football League Second Division, retrocesso |
| Northampton Town       | Northampton        | Sixfields Stadium    | 24º posto in Football League Second Division, retrocesso |
| Oxford United          | Oxford             | Kassam Stadium       | 8º posto in Football League Third Division               |
| Rochdale               | Rochdale           | Spotland Stadium     | 19º posto in Football League Third Division              |
| Scunthorpe United      | Scunthorpe         | Glanford Park        | 5º posto in Football League Third Division               |
| Southend United        | Southend on Sea    | Roots Hall           | 17º posto in Football League Third Division              |
| Swansea City           | Swansea            | Vetch Field          | 21º posto in Football League Third Division              |
| Torquay United         | Torquay            | Plainmoor            | 9º posto in Football League Third Division               |
| Yeovil Town            | Yeovil             | Huish Park           | 1º posto in Conference League, promosso                  |
| York City              | York               | Bootham Crescent     | 10º posto in Football League Third Division              |

## Classifica finale
|  | Pos. | Squadra           | Pt | G  | V  | N  | P  | GF | GS | DR  |
|  | ---- | ----------------- | -- | -- | -- | -- | -- | -- | -- | --- |
|  | 1    | Doncaster         | 89 | 46 | 27 | 11 | 8  | 79 | 37 | +42 |
|  | 2    | Hull City         | 88 | 46 | 25 | 13 | 8  | 82 | 44 | +38 |
|  | 3    | Torquay Utd       | 81 | 46 | 23 | 12 | 11 | 68 | 44 | +24 |
|  | 4    | Huddersfield Town | 81 | 46 | 23 | 12 | 11 | 68 | 52 | +16 |
|  | 5    | Mansfield Town    | 75 | 46 | 22 | 9  | 15 | 76 | 62 | +14 |
|  | 6    | Northampton Town  | 75 | 46 | 22 | 9  | 15 | 58 | 51 | +7  |
|  | 7    | Lincoln City      | 74 | 46 | 19 | 17 | 10 | 68 | 47 | +21 |
|  | 8    | Yeovil Town       | 74 | 46 | 23 | 5  | 18 | 70 | 57 | +13 |
|  | 9    | Oxford Utd        | 71 | 46 | 18 | 17 | 11 | 55 | 44 | +11 |
|  | 10   | Swansea City      | 59 | 46 | 15 | 14 | 17 | 58 | 61 | –3  |
|  | 11   | Boston Utd        | 59 | 46 | 16 | 11 | 19 | 50 | 54 | –4  |
|  | 12   | Bury              | 56 | 46 | 15 | 11 | 20 | 54 | 64 | –10 |
|  | 13   | Cambridge Utd     | 56 | 46 | 14 | 14 | 18 | 55 | 67 | –12 |
|  | 14   | Cheltenham Town   | 56 | 46 | 14 | 14 | 18 | 57 | 71 | –14 |
|  | 15   | Bristol Rovers    | 55 | 46 | 14 | 13 | 19 | 50 | 61 | –11 |
|  | 16   | Kidderminster     | 55 | 46 | 14 | 13 | 19 | 45 | 59 | –14 |
|  | 17   | Southend Utd      | 54 | 46 | 14 | 12 | 20 | 51 | 63 | –12 |
|  | 18   | Darlington        | 53 | 46 | 14 | 11 | 21 | 53 | 61 | –8  |
|  | 19   | Leyton Orient     | 53 | 46 | 13 | 14 | 19 | 48 | 65 | –17 |
|  | 20   | Macclesfield Town | 52 | 46 | 13 | 13 | 20 | 54 | 69 | –15 |
|  | 21   | Rochdale          | 50 | 46 | 12 | 14 | 20 | 49 | 58 | –9  |
|  | 22   | Scunthorpe Utd    | 49 | 46 | 11 | 16 | 19 | 69 | 72 | –3  |
|  | 23   | Carlisle Utd      | 45 | 46 | 12 | 9  | 25 | 46 | 69 | –23 |
|  | 24   | York City         | 44 | 46 | 10 | 14 | 22 | 35 | 66 | –31 |

Legenda:
      Promosso in Football League One 2004-2005.
  Ammesso ai play-off.
      Retrocesso in Conference League National 2004-2005.
Regolamento:
Tre punti a vittoria, uno a pareggio, zero a sconfitta.
In caso di arrivo di due o più squadre a pari punti, la graduatoria verrà stilata secondo i seguenti criteri:
- differenza reti
- maggior numero di gol segnati

Note:

Lincoln City qualificato ai play off per miglior differenza reti rispetto all'ex aequo Yeovil Town.

## Spareggi

### Play-off

#### Tabellone
|  | Semifinali | Semifinali             | Semifinali | Semifinali | Semifinali |  |  | Finale                    | Finale                    | Finale |  |
|  |            |                        |            |            |            |  |  |                           |                           |        |  |
|  | 7          | Lincoln City           | 1          | 2          | 3          |  |  |                           |                           |        |  |
|  | 4          | Huddersfield Town      | 2          | 2          | 4          |  |  | Huddersfield T. (4-1 dcr) | Huddersfield T. (4-1 dcr) | 0      |  |
|  | 6          | Northampton Town       | 0          | 3          | 3          |  |  | Mansfield Town            | Mansfield Town            | 0      |  |
|  | 5          | Mansfield T. (5-4 dcr) | 2          | 1          | 3          |  |  |                           |                           |        |  |

#### Semifinali
|                   | Risultati     |                   | Luogo e data                 |
| ----------------- | ------------- | ----------------- | ---------------------------- |
| Lincoln City      | 1-2           | Huddersfield Town | Lincoln, 15 maggio 2004      |
| Huddersfield Town | 2-2           | Lincoln City      | Huddersfield, 19 maggio 2004 |
|                   |               |                   |                              |
| Northampton Town  | 0-2           | Mansfield Town    | Northampton, 16 maggio 2004  |
| Mansfield Town    | 1-3 (5-4 dcr) | Northampton Town  | Mansfield, 20 maggio 2004    |
|                   |               |                   |                              |

#### Finale
|                   | Risultati     |                | Luogo e data                                 |
| ----------------- | ------------- | -------------- | -------------------------------------------- |
| Huddersfield Town | 0-0 (4-1 dcr) | Mansfield Town | Cardiff (Millennium Stadium), 31 maggio 2004 |
|                   |               |                |                                              |